# Solihull Moors F.C.
Câu lạc bộ bóng đá Solihull Moors là một câu lạc bộ bóng đá đến từ Solihull, West Midlands, Anh. Đội được thành lập vào năm 2007 bởi sự hợp nhất của Moor Green (thành lập năm 1901) và Solihull Borough (thành lập năm 1953).
Câu lạc bộ hiện đang thi đấu tại National League, cấp độ thứ 5 của bóng đá Anh, và thi đấu các trận sân nhà tại Damson Park.

## Lịch sử
Vào ngày 10 tháng 7 năm 2007, câu lạc bộ được chính thức công bố là đã được sáp nhập và các chi tiết về logo câu lạc bộ và bộ trang phục mới cho mùa giải sắp tới được phát hành.
Ở một trong những trận đầu tiên, Solihull Moors đã đánh bại Birmingham City Dự bị. Lịch thi đấu này diễn ra hàng năm như một phần của thỏa thuận cho phép Birmingham chơi các trận dự bị của họ trên sân của Solihull. Với việc đại tu đội bóng dự bị ở Anh, các đội phát triển của Birmingham City giờ chơi cố định tại các lò đào tạo của câu lạc bộ của họ thay vì ở Solihull Moors. Đội nữ của Birmingham City của FA Women's Super League đã chơi trên sân nhà kể từ năm 2014.
Vào tháng 11 năm 2007, câu lạc bộ thông báo hợp tác với câu lạc bộ rugby union National Division One Pertemps Bees. Thỏa thuận này nhằm mục đích để hai câu lạc bộ chia sẻ cơ sở vật chất của Damson Park cũng như việc hình thành các dự án cộng đồng và huấn luyện cho Solihull. Điều này cuối cùng đã được chính thức đưa ra vào năm 2010. Thỏa thuận chia sẻ sân đã kết thúc vào năm 2012, khi Bees rớt xuống hạng 4 của English Rugby Union. Là di tích của thỏa thuận hợp tác ngắn hạn đó, một trong những khán đài có chỗ ngồi tại Damson Park của Solihull Moors là một phần của khán đài chính của Bees từ sân nhà cũ của họ tại Sharmans Cross Road.
Trong suốt Conference North mùa giải 2007-08, người quản lý khi đó là Bob Faulkner đã giữ nguyên đội hình đã từng đại diện cho Moor Green mùa trước, với một số sự bổ sung vào mùa hè từ những nơi khác. Không có cầu thủ nào của Solihull Borough được giữ lại. Bàn thắng đầu tiên của Solihull Moors tại giải đấu là bàn gỡ hòa do công của Darren Middleton từ cự ly xa, trong trận đấu chứng kiến Moors ghi điểm đầu tiên tại giải đấu, trận hòa 1-1 trên sân nhà với Barrow A.F.C. trong trận đấu đầu tiên. Moors đã phải đợi hai tuần nữa để có chiến thắng đầu tiên, đánh bại Gainsborough Trinity 3-1 trên sân nhà. Câu lạc bộ đã kết thúc mùa giải đầu tiên ở vị trí thứ 17 tại Conference North, đảm bảo sự sống còn với chiến thắng trên sân khách trước Blyth Spartans vào tháng 4 năm 2008. Trong chiến dịch Cúp FA đầu tiên của mình, Solihull Moors đã lọt vào Vòng loại thứ tư trước khi bị Rushden & Diamonds đánh bại 5-0, sau đó của Football Conference.
Một số thay đổi đã được thực hiện đối với đội hình của Solihull Moors trước mùa giải 2008-09, với 8 bản hợp đồng mùa hè được thực hiện. Tuy nhiên, sự tiến bộ của đội đầu tiên là không đáng kể, khi Moors đứng ở vị trí thứ 16 trên bảng xếp hạng. Ngược lại, đội trẻ đã có những bước tiến vượt bậc, khi kết thúc với tư cách là nhà vô địch Midland Floodlit Youth League, và lọt vào Vòng Hai của FA Youth Cup, trước khi để thua sát nút 2-0 trước đội bóng của học viện của câu lạc bộ chuyên nghiệp Tranmere Rovers. Giải cúp đã chứng kiến Solihull đánh bại Wellington 18-0 trong vòng loại. Năm trong số những cầu thủ trẻ ấn tượng của mùa giải đó đã ký hợp đồng với đội hình cao cấp trong mùa giải kết thúc.
Một mùa giải 2009-10 đầy biến động đã chứng kiến Moors đi từ ứng cử viên xuống hạng vào giữa tháng 9 đến giữa bảng vào năm mới, trước khi trượt xuống vị trí thứ 17 vào cuối mùa giải. Chính sách chuyển nhượng có vẻ như quay vòng đã phản ánh sự khó khăn trong mùa giải của Solihull Moors trên sân cỏ.
Vào ngày 7 tháng 2 năm 2011, quản lý của Moors, Bob Faulkner, qua đời vì bệnh ung thư ở tuổi 60, sau gần 25 năm quản lý Moor Green và Solihull Moors cộng lại. Micky Moore, trợ lý của ông và cũng là cựu huấn luyện viên Solihull Borough, là người thay thế ban đầu, tuy nhiên ông đã từ chức vào ngày 21 tháng 6 năm 2011 để đảm nhận vị trí trợ lý toàn thời gian tại Mansfield Town. Moors đứng thứ bảy ở Conference North mùa giải đó, sau đó là thành tích tốt nhất của họ kể từ khi thành lập câu lạc bộ. Dưới sự dẫn dắt của Faulkner và Moore, một đội hình tự hào về sức mạnh tấn công của Adam Cunnington và Matt Smithchỉ suýt chút nữa đã bỏ lỡ vòng playoffs, sau một mùa giải sụp đổ khi động lực bị phai nhạt. Tại thời điểm này, các chỗ ngồi bổ sung đã được lắp đặt tại Damson Park với dự đoán các thách thức thăng hạng sẽ đến. Câu lạc bộ cũng đã lọt vào trận chung kết Birmingham Senior Cup lần đầu tiên trong mùa giải này, khi để thua 2-0 trước West Bromwich Albion tại The Hawthorns.
Marcus Bignot được công bố là huấn luyện viên mới của Solihull Moors vào ngày 27 tháng 6 năm 2011. Cựu hậu vệ của Crewe, Bristol Rovers, QPR và Millwall đến câu lạc bộ một tuần sau sự ra đi của Moore. Với một số cầu thủ không thể thiếu được phong độ mạnh mẽ ở mùa giải trước đã chuyển sang, ông thừa hưởng một đội hình trẻ trung thiếu kinh nghiệm, không giành được chiến thắng nào trong các trận giao hữu trước mùa giải. Bảy trận đầu tiên của mùa giải kết thúc trong thất bại. Sử dụng các mối quan hệ của mình trong trận đấu, Marcus đã thu hút một số cầu thủ mới và ngay lập tức kết quả bắt đầu được cải thiện, đến nỗi vào tháng 1, khả năng lọt vào vòng loại trực tiếp dường như có thể đạt được. Tuy nhiên, đội đã không thể duy trì động lực và vào cuối mùa giải câu lạc bộ kết thúc ngay trên khu vực xuống hạng, ở vị trí thứ 19.
Sau một mùa giải đầu tiên khó khăn dưới thời Marcus Bignot, Moors tiếp tục tiến bộ trên sân để hướng tới thách thức thăng hạng từ Conference North. Câu lạc bộ đứng thứ 9 vào năm 2013, tiếp theo là vị trí thứ 8 vào năm 2014. Năm 2014 cũng chứng kiến sự ra đời của cơ sở hạ tầng câu lạc bộ mạnh mẽ hơn tại Solihull Moors, với số lượng đội trong cấu trúc trẻ và cơ sở của câu lạc bộ tăng từ 3 lên 27. Những nỗ lực quảng bá câu lạc bộ trong cộng đồng địa phương và tăng lượng người tham dự cũng bắt đầu có kết quả vào thời điểm này, với số lượng người tham dự tăng 80% so với những năm trước. Moors đã có một mùa giải 2014-15 khó khăn hơn, chỉ đứng thứ 12 ở Conference North. Tuy nhiên, mùa giải 2014-15 cũng mang lại cơ hội mới cho câu lạc bộ, khi Birmingham City Ladies gia nhập The Moors tại Damson Park.
The Moors đã đạt đến tầm cao mới dưới thời Bignot vào mùa giải 2015-16, giành chức vô địch National League North và lần đầu tiên giành quyền thăng hạng National League. Đội kết thúc mùa giải với 85 điểm, vô địch giải đấu một cách thoải mái với ba trận còn lại. Sự thăng hạng đã được đảm bảo vào một đêm mà Solihull thậm chí còn không được thi đấu, khi thất bại trước North Ferriby United tại Stalybridge Celtic về mặt toán học đã xác nhận chức vô địch của họ. Solihull cũng lần đầu tiên nâng cúp Birmingham Senior Cup - ở lần thứ hai yêu cầu - đánh bại Birmingham City 2-1 trên Sân vận động St. Andrew.
Solihull Moors bắt đầu chiến dịch National League đầu tiên trên sân khách tại Sutton United vào ngày 6 tháng 8 năm 2016, thắng trận đầu tiên ở cấp độ quốc gia với tỷ số 3-1. Moors kể từ đó đã có trận đấu đầu tiên được truyền hình trực tiếp, thắng Southport 4-0 trên sân nhà trước các máy quay vào ngày 4 tháng 10 năm 2016. Solihull cũng lần đầu tiên giành được vị trí của họ ở vòng đầu tiên của Cúp FA, sau khi đánh bại Kettering Town trên sân nhà ở Vòng loại thứ Tư. Ở vòng đầu tiên, đội đã đánh bại Yeovil Town của League Two.Vào tháng 11, Bignot rời đi để nhận công việc của người quản lý tại Grimsby Town. Moors đã bổ nhiệm cựu quản lý của Hednesford Town và Redditch United, người đã dẫn dắt đội lên hạng 16 trong mùa giải đầu tiên của họ ở hạng năm. The Moors đã bị đội bóng Luton Town loại khỏi Cúp FA ở vòng Hai, thua 6-2 sau khi dẫn trước 2-0 trong hiệp một.
The Moors đã có một khởi đầu không tốt cho mùa giải 2017-18, dẫn đến việc McDonald rời câu lạc bộ theo sự đồng ý của cả hai vào tháng 10 năm 2017. McDonald được thay thế bởi Richard Money, người đã rời câu lạc bộ vào cuối tháng đó và được thay thế bởi Mark Yates và trợ lý của ông Tim Flowers vào tháng 11. Yates và Flowers đã thực hiện "cuộc đại thoát" với 12 trận thắng trong 29 trận đấu, kết quả là câu lạc bộ tăng từ vị trí cuối cùng của giải đấu vào Giáng sinh, lên vị trí thứ 18 vào cuối mùa giải, giành được 6 điểm an toàn. Thành tích này dẫn đến việc Macclesfield Town mới được thăng hạng của League Two bổ nhiệm Yates làm người quản lý mới, và Flowers đảm nhận công việc hàng đầu tại Moors.
Ở mùa giải National League 2018-19, Solihull đã đạt thành tích tốt nhất từ trước đến nay, đứng thứ 2 với tổng số 86 điểm. Dưới thời Flowers, Moors đã trải qua cả mùa giải ở hoặc xung quanh vị trí đầu của giải đấu. Cuối cùng, họ phải giành được vị trí thứ hai và một suất tham dự vòng play-off khi bỏ xa danh hiệu này 3 điểm. The Moors đã bị loại khỏi vòng play-off bởi A.F.C. Fylde trong trận bán kết tại Damson Park, bàn thắng ở phút thứ hai của Danny Philliskirk đã chứng minh sự khác biệt. Câu lạc bộ cũng đã lọt vào Vòng Hai của Cúp FA, nơi họ cầm hòa Blackpool với tỷ số 0-0 trong trận lượt đi trên sân nhà được truyền hình trực tiếp trước một kỷ lục số khán giả nhưng thua trận đá lại ở Bloomfield Road 3-2, để thủng lưới một quả phạt đền trong hiệp phụ.

## Sân vận động

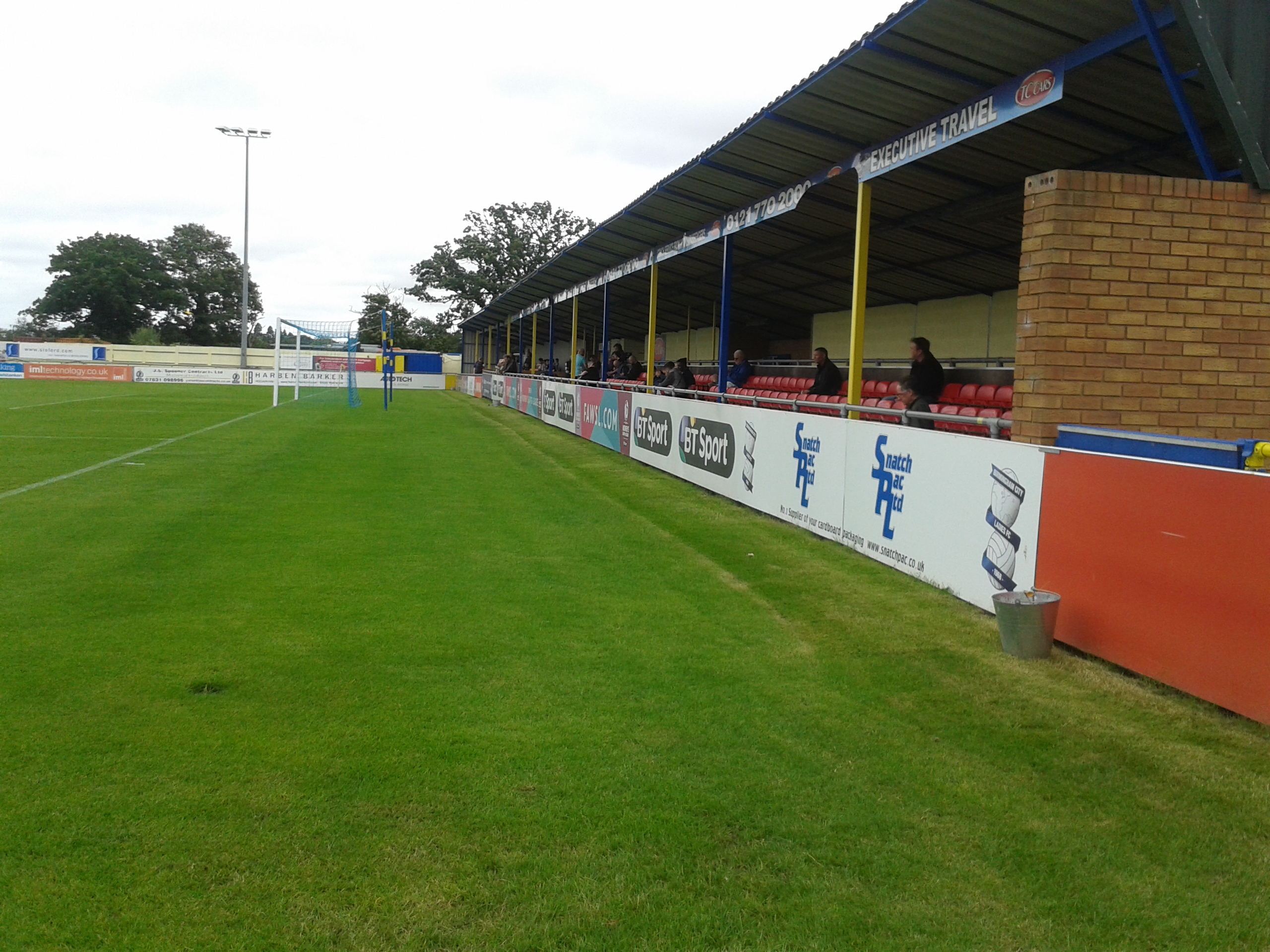
Khán đài phía sau khung thành tại Damson Park, tháng 7 năm 2016

Hiện nay được gọi là sân vận động SportNation.bet vì lý do tài trợ, sân vân động nằm trên Damson Parkway ở khu vực Damsonwood của thị trấn, khoảng hai dặm về phía bắc của trung tâm thị trấn Solihull, bên cạnh nhà máy xe Land Rover.
Sân có hai khán đài ngồi ở hai bên sân và một khán đài có mái che gồm chỗ ngồi hỗn hợp và bậc thang ở cuối phía đông nam của mặt đất, nơi có tất cả sáu lối vào. Khán đài chính nằm ở phía Tây Nam của mặt đất và được kết nối với hội quán. Nhà câu lạc bộ có hai khu vực quầy bar riêng biệt và cũng là nơi có cửa hàng bánh ngọt và khoai tây chiên vào các ngày thi đấu. Khán đài có chỗ ngồi ở phía dưới và ban công phía trên dành cho các nhà tài trợ và quan chức câu lạc bộ. Vào năm 2019, các hộp đã được thêm vào. Liền kề khán đài chính là khu vực đứng cứng với khối nhà vệ sinh nhô cao. Các bậc thang dẫn đến lối vào nhà vệ sinh cung cấp một diện tích nhỏ duy nhất của bậc thang ở cuối mặt đất, và do đó được một nhóm người hâm mộ Solihull Moors gọi mình là "Phi hành đoàn số 2" khi đội thường tấn công vào phía kia của sân.
Các cửa quay mở vào khu vực bên cạnh khán đài chính (nơi cũng tổ chức cửa hàng câu lạc bộ và nhượng quyền bán đồ ăn nóng), khu vực đứng cứng ở phía đối diện của sân với khán đài chính và vào khán đài lớn khác. Khu vực này, được gọi là 'The Shed' - hoặc đôi khi còn là 'The Tuck Shop End' dành cho những người ủng hộ, hiện được đặt tên chính thức là 'Wadsworth sovisors' vì lý do tài trợ. Đúng như tên gọi, đây là nơi có cửa hàng bán đồ giải khát trong suốt trận đấu, nhưng không bán đồ ăn nóng.
Phần lớn phần còn lại của mặt đất là đứng cứng chưa phát triển. Gần cửa quay nhất ở phía đông bắc của mặt đất, có một khối nhà vệ sinh và đôi khi là một quầy thức ăn nóng thứ hai, tùy thuộc vào yêu cầu phân biệt và nhu cầu. Đối diện khán đài chính có một bậc thang duy nhất nằm vắt vẻo giữa nửa đường của sân. Xa hơn nữa dọc theo phía này, theo hướng đối diện với Wadsworths Solicitors Stand, là một khu vực nhỏ hơn với chỗ ngồi có mái che đã được dựng lên vào năm 2016. Đầu xa nhất của mặt đất từ cửa quay đều là chỗ đứng cứng và được gọi là "The DrainTech End "vì lý do tài trợ.
Sân vận động SportNation.bet cũng chào đón Birmingham City Ladies lần đầu tiên trong mùa giải FA Women's Super League 2014-15, đội cũng đã thi đấu tại UEFA Women's Champions League. Birmingham City Ladies có xu hướng chơi các trận đấu WSL vào Chủ nhật, do đó tránh đụng độ với các đối thủ của Solihull Moors..
Vào tháng 4 năm 2017, sân vận động đã nhận được trạng thái Hạng A từ Ban kỹ thuật phân loại mặt đất của FA. Sân vận động có 770 chỗ ngồi trên ba khu vực chỗ ngồi khác nhau của mặt sân. Công suất tổng thể là 3.050 chỗ ngồi. Có những kế hoạch đang được thực hiện để nâng công suất tổng thể lên 4.313 bằng cách phát triển tất cả các mặt của sân, phù hợp với yêu cầu của Liên đoàn Quốc gia. Vào ngày 7 tháng 10 năm 2017, Richard Money phụ trách trận đấu đầu tiên của anh ấy cho Moors với số điểm khi đó là 2.658.
Trong mùa giải 2019–20, Solihull Moors đã ký một thỏa thuận với Argyll Entertainment để đổi tên sân vận động thành Sân vận động SportNation.bet.

## Cầu thủ

### Đội hình hiện tại
Khi cầu thủ không tuyên bố trung thành với quốc tế, quốc gia được xác định theo nơi sinh. Đội hình cập nhật kể từ ngày 10 tháng 12 năm 2019.

Ghi chú: Quốc kỳ chỉ đội tuyển quốc gia được xác định rõ trong điều lệ tư cách FIFA. Các cầu thủ có thể giữ hơn một quốc tịch ngoài FIFA.
| Số | VT | Quốc gia | Cầu thủ           |
| -- | -- | -------- | ----------------- |
| 1  | TM | Anh      | Ryan Boot         |
| 2  | HV | Anh      | Tyrone Williams   |
| 4  | TV | Anh      | Kyle Storer       |
| 6  | HV | Anh      | Alex Gudger       |
| 7  | TV | Anh      | Jamey Osborne     |
| 8  | TV | Anh      | Darren Carter     |
| 10 | TV | Anh      | Mitch Hancox      |
| 24 | HV | Anh      | Callum Howe       |
| 26 | TV | Anh      | James Ball        |
| 27 | TV | Anh      | Ben Usher-Shipway |

| Số | VT | Quốc gia         | Cầu thủ         |
| -- | -- | ---------------- | --------------- |
| 30 | TĐ | Anh              | Jake Beesley    |
| —  | TĐ | Cộng hòa Ireland | Adam Rooney     |
| —  | HV | Wales            | Cameron Coxe    |
| —  | TV | Anh              | Joe Sbarra      |
| —  | HV | Wales            | Jordan Cranston |
| —  | TV | Anh              | Callum Maycock  |
| —  | HV | Anh              | Jordan Piggott  |
| —  | HV | Úc               | Lewis Miccio    |
| —  | TV | Cộng hòa Ireland | Stephen Gleeson |

### Cho mượn
Ghi chú: Quốc kỳ chỉ đội tuyển quốc gia được xác định rõ trong điều lệ tư cách FIFA. Các cầu thủ có thể giữ hơn một quốc tịch ngoài FIFA.
| Số | VT | Quốc gia | Cầu thủ |
| -- | -- | -------- | ------- |

## Quản lí hiện tại
| Vị trí                  | Tên           |
| ----------------------- | ------------- |
| Huấn luyện viên         | Jimmy Shan    |
| Trợ lý huấn luyện viên  | Richard Beale |
| Huấn luyện viên đội một | James Quinn   |

## Mùa giải
| Mùa giải | Giải đấu              | Cấp độ | St   | T  | H  | B  | BT | BB | HS  | Đ     | Thứ hạng                                     | Cầu thủ ghi bàn nhiều nhất | Số bàn thắng | Cúp FA | FA Trophy | Số khán giả trung bình |
| -------- | --------------------- | ------ | ---- | -- | -- | -- | -- | -- | --- | ----- | -------------------------------------------- | -------------------------- | ------------ | ------ | --------- | ---------------------- |
| 2007-08  | Conference North      | 6      | 42   | 12 | 11 | 19 | 50 | 76 | −26 | 47    | thứ 17 trên 22                               | Darren Middleton           | 11           | QR4    | QR3       | 300                    |
| 2008-09  | Conference North      | 6      | 42   | 13 | 10 | 19 | 49 | 73 | −24 | 49    | thứ 16 trên 22                               | Jake Edwards               | 9            | QR2    | QR3       | 232                    |
| 2009-10  | Conference North      | 6      | 40 † | 11 | 9  | 20 | 47 | 58 | −11 | 42    | thứ 17 trên 21 †                             | Jake Edwards               | 7            | QR3    | QR3       | 248                    |
| 2010-11  | Conference North      | 6      | 42   | 18 | 10 | 12 | 66 | 49 | +17 | 64    | thứ 7 trên 22                                | Ryan Beswick               | 13           | QR3    | QR3       | 317                    |
| 2011-12  | Conference North      | 6      | 42   | 13 | 10 | 19 | 44 | 54 | −10 | 49    | thứ 19 trên 22                               | Lee Morris                 | 6            | QR4    | R1        | 323                    |
| 2012-13  | Conference North      | 6      | 42   | 17 | 9  | 16 | 57 | 53 | +4  | 56 †† | thứ 9 trên 22 ††                             | Omar Bogle                 | 15           | QR3    | R2        | 239                    |
| 2013-14  | Conference North      | 6      | 42   | 17 | 14 | 11 | 63 | 52 | +11 | 65    | thứ 8 trên 22                                | Omar Bogle                 | 18           | QR4    | QR3       | 430                    |
| 2014-15  | Conference North      | 6      | 42   | 16 | 7  | 19 | 68 | 63 | +5  | 55    | thứ 12 trên 22                               | Omar Bogle                 | 29           | QR2    | R1        | 463                    |
| 2015-16  | National League North | 6      | 42   | 25 | 10 | 7  | 84 | 48 | +36 | 85    | thứ 1 trên 22 Thăng hạng với tư cách vô địch | Akwasi Asante              | 17           | QR3    | R1        | 671                    |
| 2016-17  | National League       | 5      | 46   | 15 | 10 | 21 | 62 | 75 | −13 | 55    | thứ 16 trên 24                               | Akwasi Asante              | 11           | R2     | R1        | 1,009                  |
| 2017-18  | National League       | 5      | 46   | 14 | 12 | 20 | 49 | 60 | −11 | 54    | thứ 18 trên 24                               | Oladapo Afolayan           | 11           | R1     | R2        | 879                    |
| 2018-19  | National League       | 5      | 46   | 25 | 11 | 10 | 73 | 43 | +30 | 86    | thứ 2 trên 24                                | Adi Yussuf                 | 14           | R2     | QF        | 1,381                  |

† Farsley Celtic rút lui khỏi giải đấu giữa mùa và thành tích của họ sau đó bị xóa, khiến chỉ còn 21 đội trong giải đấu.

†† Solihull Moors bị trừ 3 điểm vì đưa vào sân một cầu thủ không đủ điều kiện.

## Danh hiệu
- National League North: Vô địch 2015-16
- Birmingham Senior Cup: Vô địch 2015-16

## Kỉ lục
- Thành tích tốt nhất tại Cúp FA: Vòng Hai - 2016-17, 2018-19, 2019-20
- Thành tích tốt nhất tại FA Trophy: Vòng Bốn - 2018-19
- Thành tích tốt nhất tại Conference League Cup: Northern Section - Vòng Hai - 2008-09
- Thành tích tốt nhất tại Birmingham Senior Cup: Vô địch - 2015-16
- Thành tích tốt nhất tại giải quốc nội: thứ 2 - National League - 2018-19
- Thành tích tệ nhất tại giải quốc nội: thứ 19 - Conference North 2011-12
- Trận thua đậm nhất giải quốc nội: 0-9 v Tranmere Rovers - 8 tháng 4 năm 2017[32]
- Trận thắng đậm nhất giải quốc nội: 7-2 v Corby Town - 12 tháng 2 năm 2011
- Trận thua đậm nhất giải cúp: 0-5 v Rushden & Diamonds - 27 tháng 10 năm 2007[33]
- Trận thắng đậm nhất giải cúp: 4-0 v Worksop Town - 12 tháng 10 năm 2013[34]
- Kỉ lục số khán giả: 3.681 v Leyton Orient - 22 tháng 4 năm 2019[35]